# إيفا نير
كانت إيفا جوليا نير (بالإنجليزية: Eva Neer)‏ (1937-2000) طبيبة أمريكية ( جامعة كولومبيا بي أند إس) ، كيميائية حيوية ، وعالمة بيولوجيا الخلية ، حصلت على جوائز أبحاث وطنية أمريكية ( FASEB 1987 & American Heart Association 1996) لاكتشافاتها حول بنية الوحدة الفرعية للبروتين و وظيفة. ووصفت الأدوار الفسيولوجية لهذه الوحدات الفرعية بأنها نظام جزيئي متكامل ومتعدد الاستخدامات لتوصيل الإشارة لتنظيم مستقبلات الأغشية لوظائف الخلية. حولتها مفاهيمها البحثية إلى رائدة عالمية في دراسات البروتينات G وأثرت على نطاق واسع على الفهم العام لسلوك الخلية.   

## سيرة شخصية
ولدت إيفا أوغنبليك في وارسو ، ووصلت إلى نيويورك في سن الثامنة مع والديها وترعرعت في كوينز وسكارسديل.  هربت عائلة إيفا من وارسو المحتلة عام 1939 ، وهاجروا أولاً إلى البرازيل ، وبعد ذلك بقليل إلى الولايات المتحدة. شغل والداها مناصب أكاديمية في بولندا لم يتمكنوا من دراستها في الولايات المتحدة ، ولكن بطريقة ما ألهمت إيفا حبها للمساعي العلمية.  تخرجت بمرتبة الشرف من مدرسة برونكسفيل الثانوية في عام 1955 ، وحصلت على منحة كلية ريجنت من قبل وزارة التربية والتعليم.  حضرت إيفا أوغنبليك رادكليف وتخرجت من كلية بارنارد عام 1959. شملت قائمة معارف الطلاب في الكلية منجزين بارزين مثل الاقتصاديين فيشر بلاك ، علم النفس روبرت L. Helmreich  ، وأمراض القلب روبرت نير  الذي تزوجته.  تخرجت إيفا كطبيبة في جامعة كولومبيا عام 1963. بعد ثلاث سنوات انضمت إلى جامعة هارفارد حيث عملت باستمرار لأكثر من ثلاثة عقود. وقد تم اختيار إيفا نير «لجهودها في مساعدة النساء على النهوض بالسلم الأكاديمي».  توفيت من مضاعفات سرطان الثدي في عام 2001 ، ونجا زوجها وابنيها روبرت وريتشارد.  سرد شخصي لحياة إيفا نيير المهنية من قبل زميلها المقرب ديفيد إي كلافام في مذكرة نعي. 

## مهنة أكاديمية
انضمت إيفا إلى فريق البحث في جامعة هارفارد عام 1966. تم تعيينها أستاذًا مساعدًا في الكيمياء الحيوية عام 1976 ، وأستاذًا كاملاً عام 1991. وقد نُسبت إلى قسم أمراض القلب في بريجهام ومستشفى النساء . خدمة إيفا نيير في مجلس المعلمين في علوم الكيمياء الحيوية في هارفارد ، وكذلك في لجنة أبحاث طلاب هارفارد في كلية الطب بجامعة هارفارد . جمعت بين أدوات الكيمياء والبيولوجيا والفيزياء والبيولوجيا الجزيئية لشرح كيفية تفسير الخلايا للرسائل التي تصلها من الضوء والهرمونات والناقلات العصبية. مؤلفة العديد من الأوراق العلمية ، تم انتخابها في معهد الطب التابع للأكاديمية الوطنية للعلوم وحصلت على عضوية في الأكاديمية الأمريكية للفنون والعلوم . وقد تم تكريمها بجائزة FASEB للأبحاث الأساسية في عام 1987 وجائزة البحوث الأساسية لجمعية القلب الأمريكية في عام 1996. كانت أيضًا مستشارة للمعاهد الوطنية للصحة .   

## ابحاث
بحث إيفا نير المبكر ، الذي تم بتوجيه من البروفيسور غيدو غيدوتي ،  كان مخصصًا لدراسة جوانب كيمياء الهيموغلوبين. وشملت هذه دور مجموعات sulfhydril من سلاسل ألفا وبيتا على التشكيل الرباعي للجزيء. وأظهرت أهميتها في تفاعل واجهة الوحدة الفرعية والتعاون الوظيفي لربط الأكسجين. هذا الربط هو خاصية أساسية لنقل الأكسجين في الدم وغالبا ما يشار إليه باسم تأثير بور . 
أثناء وجودها في مختبر Guidotti ، قامت إيفا بإجراء بحث مستقل حول الآليات البيوكيميائية لعمل فاسوبريسين على الأنابيب البعيدة للكلى. ووصفت خصائص التنقية والخصائص الحركية لأدينيلات السيكلاز الحساسة للفاسوبريسين من النخاع الكلوي للفئران.  سيظهر لاحقًا أن فاسوبريسين  يعمل من خلال مستقبلات G المقترنة بالبروتين . كان هذا هو موضوع عمل إيفا لمعظم مسيرتها البحثية.
من أجل تشريح جوانب مختلفة من تعقيدات رسائل البروتين G ، درست إيفا مجموعة متنوعة من الأنسجة بما في ذلك قشرة الدماغ ، خصية الفئران ، كريات الدم الحمراء الحمام ، القلب ، الدماغ ، قضبان الشبكية. تشمل بعض أكثر نتائج البحث التي استشهدت بها ما يلي:
- تنقية وخصائص سيكلاز الأدينيلات الحر والمرتبط بالغشاء (1978) [13]
- الحجم وربط المنظفات لأدينيلات سيكلاز من قشرة الدماغ الدماغية (1978) [14]
- موقع التنشيط ألفا-كيموتربتيك لحمض أدينيلات سيكلاز الحمامة (1978) [15]
- ينشط الكالمودولين الوحدة الحفازة المعزولة لأكسيداز أدينيلات الدماغ (1981) [16]
- موقع ووظيفة مجموعات سلفهيدريل تفاعلية للوحدة الفرعية ألفا 39 (1987) [17]
- عمل الوحدات الفرعية للبروتين G على قناة المسكارين القلبية K + (1987 ، 1988) [18] [19]
- الاستنساخ والتعبير التفاضلي لأنواع وحدات ألفا الفرعية في الأنسجة البشرية وأنواع الخلايا (1988) [20]
- تخليق alpha-s و alpha-o في خلايا GH3 (1996) [21]
- جوانب وظيفة الهيكل لتنشيط PLC بواسطة وحدات بروتين G: دراسات طفرة الموقع. (1998)

طوال حياتها المهنية ، ألفت البروفيسور نير عددًا من مقالات المراجعة التي تم الاستشهاد بها بشدة حول الجوانب الهيكلية والوظيفية للبروتين G ووحداته الفرعية.     

## الجوائز والتكريمات
- زمالة دامون رونيون من مؤسسة أبحاث السرطان في عام 1973 [28]
- جائزة الإنجاز البحثي لجمعية القلب الأمريكية للبحوث الأساسية (1996) مع ديفيد إي. كلافام
- جائزة التميز في العلوم 1998 FASEB
- انتخب في معهد الطب التابع للأكاديمية الوطنية للعلوم
- حصل على عضوية الأكاديمية الأمريكية للفنون والعلوم
- كرمت كلية الطب بجامعة هارفارد بعد وفاتها من خلال إنشاء محاضرة إيفا نير التذكارية